# Maxwell Montes
Maxwell Montes is een bergmassief op de planeet Venus, waarvan sommige bergen behoren tot de hoogste van de gehele planeet. Het werd in 1979 genoemd naar James Clerk Maxwell.

## Omschrijving
Gelegen in de regio Ishtar Terra, het meer noordelijke gedeelte van de twee grote hooglanden op de planeet, heeft Maxwell Montes een hoogte van ongeveer 11 kilometer. Het ligt ongeveer 6,4 kilometer ten noordoosten van Lakshmi Planum en is ongeveer 853 bij 700 vierkante kilometer. Door de hoogte is het een van de koelste gebieden op de planeet (circa 380 graden Celsius) en tevens een van de gebieden met een relatief lage druk (circa 45 bar).

## Ontstaan
Over het ontstaan van het Lakshmi Planum en de bergketens als Maxwell Pontes is geen zekerheid te geven. Er bestaat een theorie die stelt dat het werd gevormd door een hete pluim van materie die van binnen de planeet omhoog kwam, terwijl een andere stelt dat de regio vanuit omliggende gebieden ineen wordt gedrukt. De brede bergkammen en valleien suggereren dat de huidige topografie het resultaat is van compressie.
Het grootste gedeelte van Maxwell Montes weerkaatst radar zeer helder, wat vaker het geval is op Venus op grote hoogte. Dit effect (venussneeuw) ontstaat vermoedelijk door de aanwezigheid van een bepaald mineraal, zoals pyriet.